# Guillaume Bragosse
Guillaume Bragosse (anche Bragose) (Lozère, ... – Roma, prima dell'8 novembre 1367) è stato un cardinale e vescovo cattolico francese, noto come il Cardinale di Vabres.

## Biografia

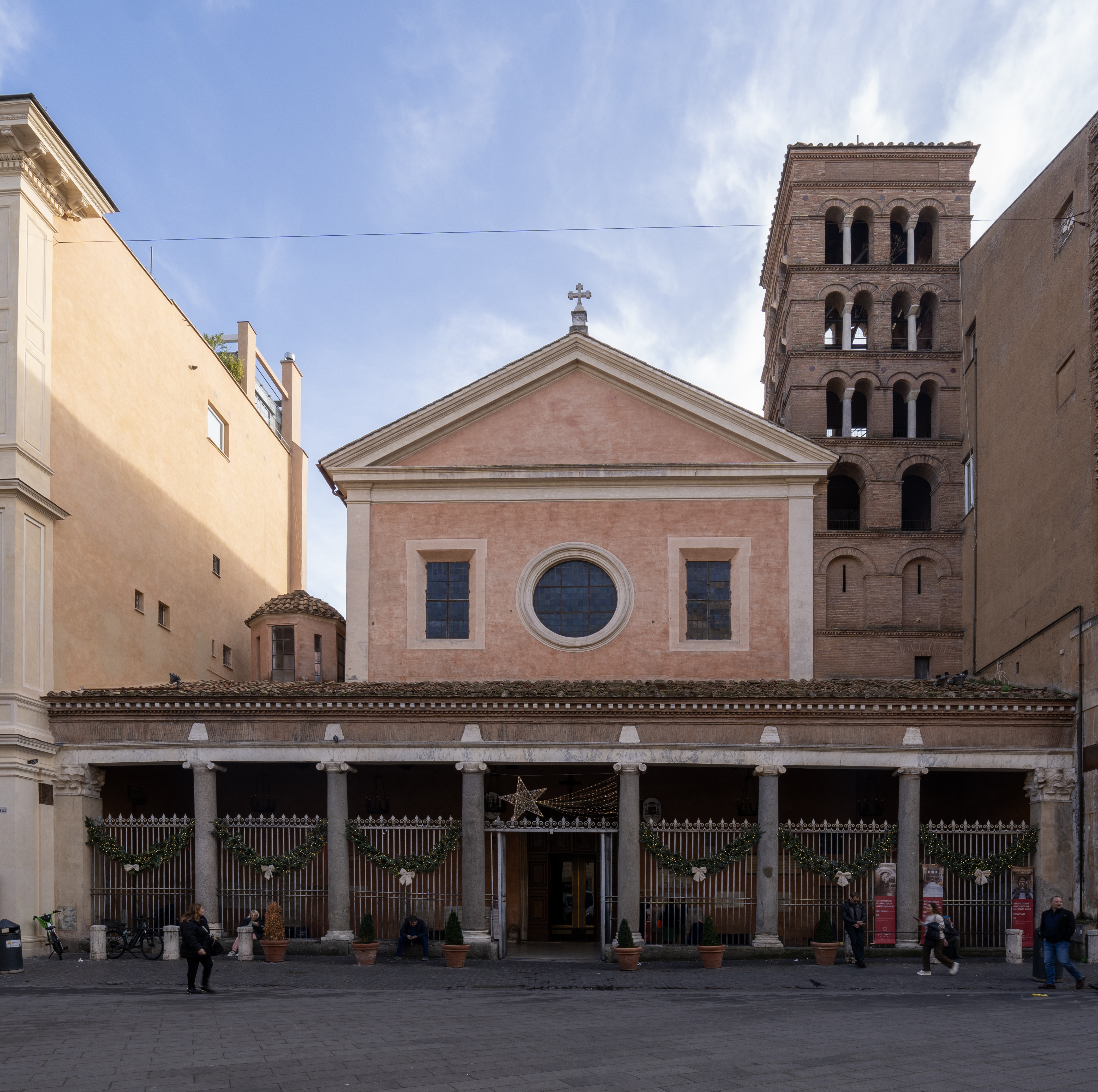
Basilica di San Lorenzo in Lucina a Roma

Nato in data sconosciuta, studiò legge. In successione fu professore presso l'Università di Tolosa, vicario generale della sede metropolitana di Tolosa nel 1355, protonotario apostolico, cappellano papale e arcidiacono di Mirepoix. Il 2 agosto 1361 fu eletto vescovo di Vabres; occupò la sede fino alla sua nomina al cardinalato.
Nel concistoro del 17 settembre 1361 fu elevato cardinale diacono di San Giorgio in Velabro da papa Innocenzo VI. Partecipò al conclave del 1362, che elesse papa Urbano V. Il 6 dicembre 1362 optò per l'ordine dei cardinali presbiteri e per il titolo di San Lorenzo in Lucina. Dall'agosto 1367 fu gran penitenziere. Accompagnò papa Urbano V nel suo viaggio a Roma e morì poco dopo, prima dell'8 novembre 1367, lasciando i suoi beni alla basilica del suo titolo, dove fu sepolto.